# Tschigil
Tschigil oder Tschigilen (türkisch Çiğil, auch Chigil geschrieben) ist der Name eines historischen Turkvolkes. Die Tschigil lebten ursprünglich am Altai und bildeten einen Teil der späteren Stammesföderation der Kyptschaken. Dort wurden sie unter anderem mit dem Clan der Kimek in Verbindung gebracht. Quellen erwähnen diese Volksgruppe vom 8. bis ins 13. Jahrhundert als einen der wandernden Stämmen in der Region Turkestan.

## Geschichte
Als im 6. Jahrhundert die Kyptschaken nach Westen zogen, verblieben die Tschigil zunächst in der Altai-Region. Dort wurden sie ab 552 vom Stamm der „Türk“ unter ihrem Großkhan Bumin Ilkhan unterworfen.
In der Mitte des 7. Jahrhunderts waren die Tschigilen eine von drei Stammesgruppen, die sich als Konföderation der Karluken zusammengetan hatten, die anderen beiden Stämme waren die Bulak und die Taschlyk. zogen Teile der Tschigil aus der Altai-Region in westlicher Richtung ab und ließen sich in der Nähe des Aralsees nieder. Sie siedelten zwischen den Turkstämmen der Türgesch und der Oghusen. Mit letzteren führten die Tschigil auch Kriege um die wenigen ertragreichen Weideplätze in der Region.
Weitere Teile der Tschigil ließen sich südwestlich des Yssykköl nieder. Dort lebten sie weiterhin nach Nomadentradition zwischen der Region Taras und der Stadt Kaschgar.
Teile der Tschigil wanderten während der Zeit der Seldschuken nach Anatolien ein und jene, die in den Steppen Transoxaniens lebten, wurden ab dem 10. Jahrhundert von diesen den unterworfen und wurden im 11. Jahrhundert wieder unabhängig. Sie erschienen bei Mahmud al-Kāschgharī als eine nomadische Stammesföderation, die aus drei Stämmen bestand.
Im 13. Jahrhundert erscheinen die Tschigil als Vasallen des Choresm-Schahs. So wurden 1220 auch die Tschigil von den Mongolen unter Dschingis Khan unterworfen und gehörten ab etwa 1226 zum Tschagatai-Khanat.